# Marco Di Cesare
Marco Genaro Di Cesare (Mendoza, 30 de janeiro de 2002) é um futebolista argentino que atua como zagueiro ou também como meio-campista. Atualmente, joga pelo Racing.

## Carreira

### Argentinos Juniors
Di Cesare iniciou a carreira na base do Andes Talleres, antes de se mudar para o Argentinos Juniors em 2018. Promovido ao time principal pelo técnico Diego Dabove e tendo assinado seu primeiro contrato profissional que duraria até dezembro de 2024, estreou profissionalmente em novembro de 2020, contra o San Lorenzo, pela Copa da Liga Profissional, entrando na vaga de Matías Caruzzo aos 33 minutos do segundo tempo.

### Racing
Foi anunciado pelo Racing em janeiro de 2024, em troca de Maximiliano Romero e Nicolás Oroz, cedidos pela equipe de Avellaneda ao Argentinos Juniors. Tornou-se um dos principais nomes da defesa alviazul, juntamente com Agustín García Basso e Santiago Sosa, principalmente na conquista da Copa Sul-Americana, onde marcou seu primeiro gol na vitória por 6 a 1 sobre o Huachipato, pelas oitavas-de-final, sendo ainda escolhido para a seleção do torneio.

## Carreira internacional
Di Cesare representou a Argentina nos Jogos Olímpicos de 2024, atuando nas 4 partidas da campanha, encerrada nas quartas-de-final.

## Títulos

### Racing
- Copa Sul-Americana: 2024
- Recopa Sul-Americana: 2025

### Prêmios Individuais
- Seleção da Copa Sul-Americana de 2024